# Puente del Obispo
El puente de Obispo es un puente, sobre el río Guadalquivir, construido en el siglo XVI, y una pedanía de Baeza, en el antiguo trazado de la carretera de Jaén a Baeza.

## Descripción

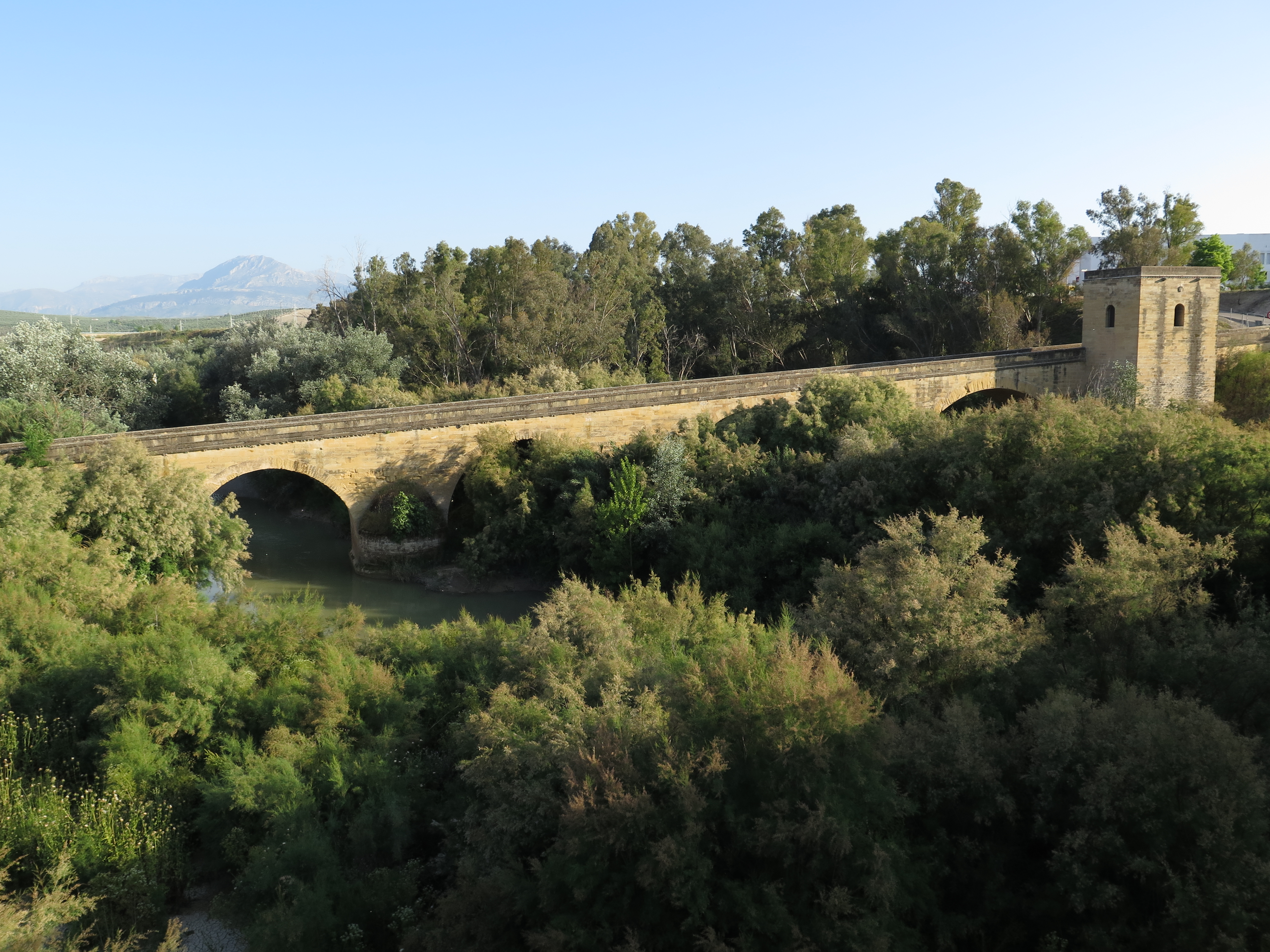
Vista general del puente del Obispo.

El puente del Obispo, uno de los primeros del renacimiento hispano, está formado por 4 bóvedas desiguales de cañón, de sillería de arenisca, aparejada en hiladas de altura también desigual. La rasante es inclinada, y tiene una torre cuadrangular en su extremo más alto. Las pilas que sostienen los arcos, poseen tajamares, y se remata con un pretil de fábrica.
La torre posee en su interior una capilla, que tiene acceso desde la calzada del puente, mediante una puerta con arquivoltas, situándose a ambos lados de la misma sendas lápidas con inscripciones alusivas al obispo de Jaén, D. Alonso Suárez de la Fuente del Sauce, que fue quien lo financió. Sobre la puerta, tres escudos reproducen las armas del prelado. En las tres caras restantes de la torre, se presentan ventanas abocinadas y de medio punto, rematadas igualmente por escudos.

## Historia
El obispo de Jaén financió las obras para resolver el grave problema causado por las crecidas del río], que todos los años destruían el camino entre las dos ciudades más importantes de la zona, Baeza y Jaén. Se construyó entre 1505 y 1508, según indica la lápida existente en la capilla, bajo la dirección del maestro Pedro de Mazuecos.

Este puente se llama del Obispo. Hízola toda a su costa D. Alonso de la Fuente del Sauce, Obispo que fue de Mondoñedo y después de Lugo y en el año 1500, de Jahen. Y dejó el paso libre de ella. Y es libre de todos, sin pagar tributo alguno. Comenzada el año mil y quinientos y cinco, y acabada el año mil y quinientos y ocho. Y concede a los que pasaran y rezaren un Ave-María, quarenta días de Perdón.
Inscripción de cantería, en letra gótica, sobre el puente.

En 1925, fue objeto de una restauración por parte del ingeniero José Acuña y Gómez, que reconstruyó la capilla que se encontraba semiderruida. Muy dañado durante la guerra civil española, volvió a restaurarse, en 1940, por el también ingeniero Luis Chocano Martínez, que le dio la imagen que se conserva hoy en día.
Actualmente, el tráfico está derivado por un puente de nueva construcción, quedando el puente histórico para tráfico secundario.

## Entorno
En las cercanías del puente, se encuentran el Paraje Natural de la Laguna Grande y la Hacienda La Laguna, del siglo XVII, declarada BIC. 

## Poblado de Colonización Puente del Obispo
En la carretera A-6109, en las inmediaciones del Puente del Obispo del siglo XVI, se encuentra la pedanía de Puente del Obispo. Tiene su origen en el Poblado de Colonización impulsado por la colonización agraria en Andalucía, construido en los años 1950.
Siguiendo el mismo tipo de planificación urbanística de todos los proyectos de colonización se levantaron casas blancas de parcela, la iglesia de Santa Teresa de Jesús, que conserva muchos de sus elementos originales, el teatro y ayuntamiento pedáneo, obra de Gonzalo Echegaray Comba y Juan Ponce Gago. Se observa en su trazado la aplicación de soluciones arquitectónicas de vanguardia y un diseño para dotar de la autosuficiencia a la población.